# Барви (ансамбль бандуристів)
«Барви» — український народний аматорський ансамбль бандуристів Тернопільського обласного методичного центру народної творчості. Створений 2000 з ініціативи та під керівництвом М. Євгеньєвої.
У репертуарі — духовні та великодні пісні, колядки, інструментальн твори.
Концертні програми:
- «Голос коляди»,
- «У вінок Кобзареві»,
- «Дзвени, бандуро».

Ансамбль і його менші форми (соло, дует, тріо) — постійні учасники культурно-мистецьких заходів у Тернополі.
Виступав у Польщі на фольклорному фестивалі-ярмарку (м. Бжозов, травень 2003) і міжнародному фестивалі української культури «Свято над Ославою» (с. Мокре, серпень 2003).
Учасник 1-го Всеукраїнського фестивалю кобзарського мистецтва та 1-го фестивалю слов'янських народів (Миколаївщина, травень 2003). «Барви» — дипломант 3-го Всеукраїнського фестивалю козацької пісні «Байда» (Тернопіль, серпень 2003).